# アケジャン・カジェゲリディン
アケジャン・カジェゲリディン（1952年3月27日 -）は、カザフスタンの政治家、元首相。
セメント工として働き始めた。大学卒業後、中学校の教師となり、兵役後、KGBセミパラチンスク州局のエージェントとして働いた。
- 1979年 - 1984年：共産党カリーニン地区委員会の教官、課副主任、課主任
- 1985年 - 1987年：キーロフ地区執行委員会議長
- 1987年 - 1989年：F.E.ジェルジンスキー名称KGB高等学校指導要員訓練課程の聴講生、モスクワ市の協同組合「ソジダーチェリ」議長
- 1989年 - 1990年：セミパラチンスク建築・装飾用石材産業加工コンビナート長
- 1990年：株式会社「トマン」社長
- 1990年 - 1992年：金融・産業グループ「セメイ」社長
- 1991年 - 1993年：セミパラチンスク州執行委員会副議長、州行政府長官
- 1992年7月 - 1996年7月：大統領附属企業家会議議長
- 1993年2月 - 1995年2月：カザフスタン産業・企業家連盟総裁
- 1993年12月 - 1994年10月：第一副首相
- 1994年10月 - 1997年10月：首相
- 1998年3月 - 1998年10月：カザフスタン産業・企業家連盟総裁、定員外の大統領顧問

1998年12月からカザフスタン共和人民党党首、2001年12月からは統一民主党政治会議のメンバー。
1999年、国際手配された。2001年、欠席裁判で懲役10年を言い渡された。

## パーソナル
セミパラチンスク州ジャルミン地区ゲオルギエフカ村出身。妻帯、1男1女を有する。
N.K.クルプスカヤ名称セミパラチンスク教育大学（1974年）、アルマ・アタ人民経済大学（1985年）を卒業。経済科学博士。
| 公職                          | 公職                                      | 公職                          |
| ----------------------------- | ----------------------------------------- | ----------------------------- |
| 先代 セルゲイ・テレシチェンコ | カザフスタン共和国首相 第2代：1994 - 1997 | 次代 ヌルラン・バルギンバエフ |